# Стационе ди Популонија (Ливорно)
Стационе ди Популонија је насеље у Италији у округу Ливорно, региону Тоскана.
Према процени из 2011. у насељу је живело 234 становника. Насеље се налази на надморској висини од 8 м.